# Encrinite

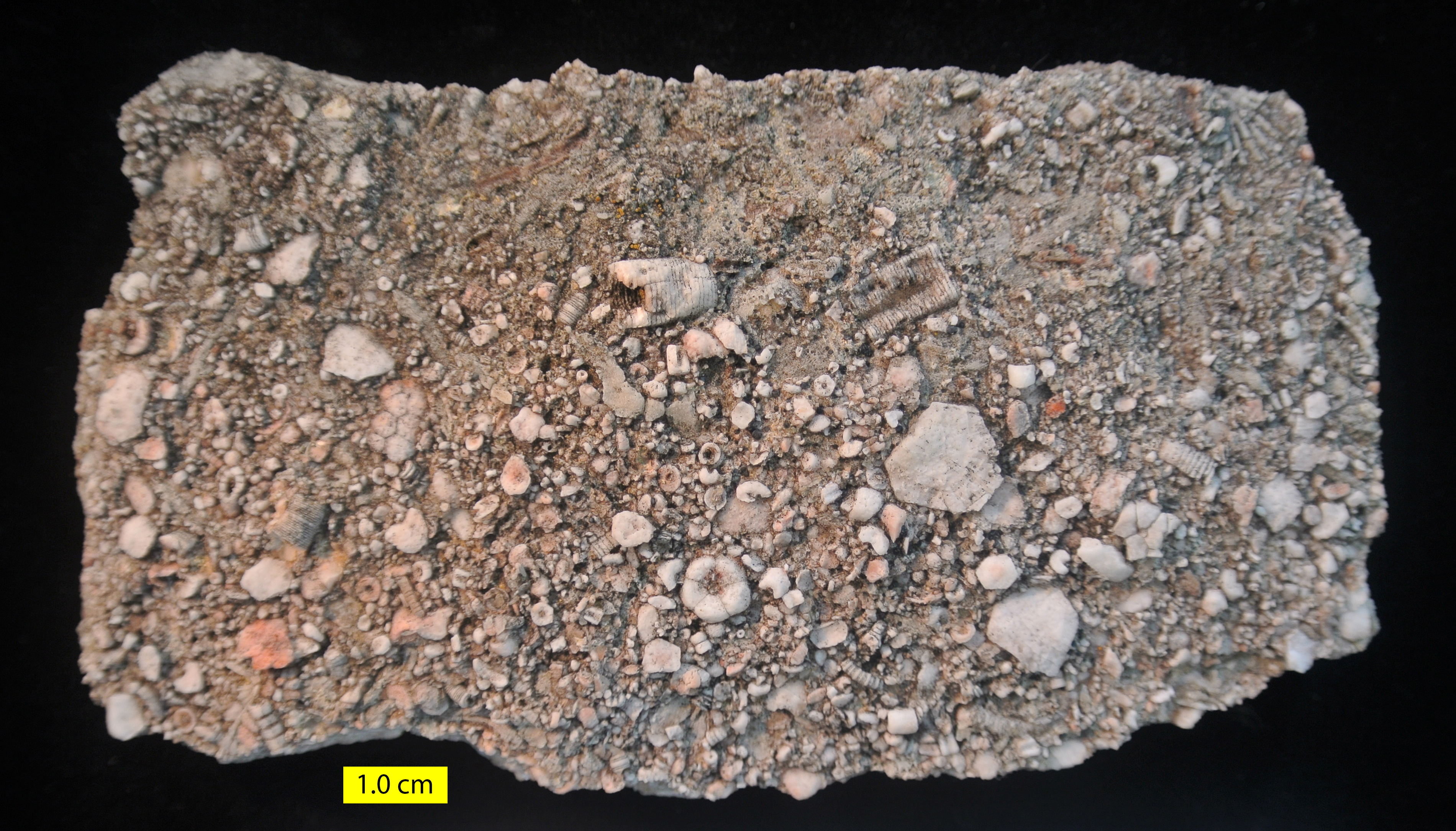
Échantillon d'encrinite.

Ne doit pas être confondu avec Entroque.
L'encrinite ou calcaire à encrines est une roche carbonatée bioclastique composée essentiellement d'encrines, encore appelés entroques ou ossicules (en), pièces carbonatées fossiles de l'endosquelette de crinoïdes.